# 有明ガタゴロウ
有明ガタゴロウ（ありあけがたごろう）は、佐賀県有明海に住むムツゴロウ型のマスコットキャラクター（ゆるキャラ）である。愛称はガタちゃん。非公認ながら愛する佐賀のために佐賀県を応援している。特技は喋れる事と絵を描ける事。佐賀弁を話し、語尾にガタァをつける。決めポーズは「ガタガタ干潟 有明海！」の「有明海ポーズ」。サガン鳥栖の熱狂的なサポーターであり、サガン鳥栖を応援するラジオ番組にも出演中である。
県内外で開催されるイベントに精力的に参加し、ステージでトークやダンスなどで来場者を楽しませている。また、特技のお絵かきでも才能を発揮し、アート作品を製作して展覧会にも出品したりしている。ご当地キャラクターバンドのGCB47にも、何度かゲスト参加している。
6月2日（ムツの日）生まれ、オス、年齢はごろ合わせで永遠の56歳。
佐賀のタレント「青木理奈」とのコンビ「ガタリナ」を結成。イベントやYOUTUBEで多くの人を魅了すべく活動中である。
また、ゆるドル「寺嶋由芙」率いるキャラグループ「ゆるっ☆ふぃ〜ず」のメンバーでもある。寺嶋由芙を女神とあがめている。
イベントなどでは、有明海に住むワラスボのマスコット「ワラスボくん」を連れていることが多い。
2014年に開催された「東西対抗　ご当地キャラ＆ヒーロー大合戦」では、人気投票および「ご当地キャラ博in 彦根」でのパフォーマンス審査の結果、西日本の非公認部門3位、全国5位と健闘した。
2015年3月17日には、毎日新聞佐賀版の「ピープル」のコーナーにて活躍を紹介された。
雑誌「週刊ダイヤモンド」の「2015総予想」の「ポストふなっしーは誰だ!? ご当地キャラでは九州に注目」にて、注目キャラの一人に選ばれた。

## 来歴
- 2012年1月 - Twitterを開始。
- 2013年3月 - 仮の魂の入れモノ（パペット）を手に入れて3次化に成功。
- 2013年10月 - 巨大化（ゆるキャラ化）。
- 2013年10月27日 - 佐賀県多久市で開催された「ばぶばぶフェスタ」に青木理奈とともに参加。青木理奈が巨大化したガタゴロウと初対面。
- 2013年11月2日 - 佐賀県佐賀市で開催された「佐賀インターナショナルバルーンフェスタ 2013」の「TEAM DIG-IT BMXショー」のステージに青木理奈とともに参加。
- 2013年11月9日 - 佐賀県唐津市で開催された「さが食育フェスタ2013」に青木理奈とともに参加[4]。
- 2013年11月10日 - 佐賀県鳥栖市のサンメッセ鳥栖都市広場で開催された「第7回「九州まん祭」」に青木理奈とともに参加。
- 2013年11月24日 - 埼玉県羽生市で開催された「ゆるキャラサミットin羽生」に参加。寺嶋由芙とともにPRステージに登場。関東のイベントに初登場。
- 2013年12月1日 - 佐賀県唐津市で開催された「唐津うまか博2013」に青木理奈とともに参加。ゆるキャラパレードに参加。
- 2013年12月21日 - 岐阜県岐阜市の柳ヶ瀬商店街で開催された「ゆるクリ2013」に参加。
- 2014年3月8日 - 九州新幹線新鳥栖駅で開催された「九州新幹線新鳥栖駅開業3周年イベント」にウィントス（サガン鳥栖の公式マスコットキャラクター）、とっとちゃん（佐賀県鳥栖市の公式マスコットキャラクター）とともに参加。
- 2014年3月8日・9日 - 佐賀県佐賀市で開催された「佐賀城下ひまなつり」・「ハンドメイドフェア「さが＊ひな市」」にガタリナで参加。ガタリナショーを披露。
- 2014年3月15日 - 佐賀県佐賀市のモラージュ佐賀の開館11周年記念イベントにてふなっしーと初共演[5]。
- 2014年3月30日 - 佐賀県鹿島市で開催された「肥前浜宿花と酒まつり」に青木理奈とともに参加。
- 2014年4月13日 - 福岡県福岡市の福岡市役所西側ふれあい広場で開催された「福岡フレンドシップフェスティバル2014」にガタリナで参加。
- 2014年4月20日 - 佐賀県武雄市の武雄競輪場のイベントにガタリナで参加。
- 2014年5月18日 - 千葉県船橋市の船橋市場で開催された「船橋市場・開設45周年記念　船橋市場だヨ！全員集合」に参加。自身のステージ以外にご当地キャラバンドGCB47にもコーラスとして初参加。
- 2014年6月1日 - NHK総合テレビにて「佐賀イズム「オレの相棒はガタゴロウ～佐賀県非公認キャラクターの挑戦」」が放送された。
- 2014年6月15日 - 佐賀県佐賀市のケンズダイニングにて「ガタゴロウ爆誕祭2014」を開催。
- 2014年6月28日 - 埼玉県深谷市の総合体育館ビッグタートルで開催された「ふっかちゃんバースデイぱーちぃFUKAYA 2014」に参加。
- 2014年7月11日 - JR博多駅・博多口前広場で開催された「佐賀PRキャンペーンサンプリングinJR博多駅」に参加。
- 2014年7月19日 - 佐賀県鳥栖市の鳥栖本通筋商店街で開催された「2014土曜夜市 by鳥栖本通筋商店街」に参加。
- 2014年7月20日 - 佐賀県佐賀市の656広場で開催された「佐賀のRUN2014 BMXフリースタイル世界選手権」に参加。
- 2014年7月21日 - 佐賀県佐賀市の佐賀県農協会館で開催された「佐賀キャラプロジェクトプレゼンツ「暑が夏いぬ〜」」に参加。
- 2014年10月12日 - 佐賀県神埼郡吉野ヶ里町の吉野ヶ里歴史公園で開催された「吉野ヶ里コンサート」にカタリナで参加。
- 2014年10月18日 - 滋賀県彦根市で開催された「ご当地キャラ博in 彦根」に参加。「東西対抗！ご当地キャラ＆ヒーロー大合戦 パフォーマンス審査in彦根」にてパフォーマンスを披露。
- 2014年10月19日 - 「東西対抗　ご当地キャラ＆ヒーロー大合戦」にて、西日本の非公認部門3位、全国5位を獲得。
- 2014年10月26日 - 佐賀県佐賀市のどん3の森・アバンセで開催された「ばぶばぶフェスタ」に参加。
- 2014年10月28日 - フリーアナウンサーの横町藍のブログ「あいちぃ日和」にてインタビュー形式で紹介される[6]。
- 2014年11月1日 - 愛知県岡崎市の岡崎公園で開催された「当地キャラ大集合!!オカザえもんのおともだち101人プロジェクト」に参加。
- 2014年11月8日・9日 - 千葉県成田市で開催された「全国ご当地キャラ成田詣」に参加。
- 2014年11月22日・23日 - 埼玉県羽生市の羽生水郷公園で開催された「世界キャラクターさみっとin羽生」に参加。
- 2014年12月13日 - 佐賀県鹿島市の鹿島ショッピングタウン ピオで開催された「ご当地キャラ大集合in鹿島ショッピングタウン ピオ」に参加。
- 2014年12月20日 - 岐阜県岐阜市の柳ヶ瀬商店街で開催された「ゆるクリ2014＠YANAGASE」に参加。走らない幅跳び大会では決勝進出し3位を獲得。
- 2014年12月21日 - 岐阜県高山市で開催された「お猿のくぅと飛騨高山散歩」に参加。
- 2015年1月11日 - NHK BSプレミアムの『ワラッチャオ！』にイーサキングとともになぞなぞ対決コーナーに出演。
- 2015年1月11日 - 東京都江戸川区の二之江コミュニティ会館にて「ガタゴロウとゆかいな仲間たち」の自主イベントを開催。ゲストにドンファン、ロップ、エースくん、カンフーキャットゴロちゃん、ゴロゴローネ、笹郎、ペッカリー、みっけちゃんが参加。各キャラクターのステージやトークショーなどで盛り上がった。
- 2015年1月12日 - 千葉県市川市のABCハウジング市川住宅公園で開催された「ご当地キャラ大集合in住宅展示場」にドンファン、エースくん、ちょうせい豆乳くん、さかサイ君とともに参加。
- 2015年2月21日 - 栃木県佐野市の佐野市民体育館で開催された「さのまる学園天国」に参加。「だるまさんがころんだ」の最中に突然ステージから転落したが無事にゲームを続行した。この日はご当地キャラ博士の野澤智行がアテンドを務めた。
- 2015年2月28日 - 埼玉県志木市の志木市民会館パルシティホールで開催された「石田洋介　ミニアルバム「アイタイ」リリース記念コンサート」に参加。コーラスで参加し、エアギターも披露、サプライズで終演後のアナウンスも担当した。
- 2015年3月7日 - 長崎県佐世保市で開催された「キャラクターパーティーinえきマチ1丁目佐世保」に緊急参戦。さなせなぼな、イーサキング、ドンファン、お猿のくぅ、みっけ、みかんくん、ジーオくん、龍王さくらちゃん、唐ワンくん、くまモンが参加。
- 2015年3月8日 - 佐賀県佐賀市で開催された「佐賀城下ひまなつり」・「ハンドメイドフェア「さが＊ひな市」」にガタリナで参加。ガタリナショーを披露。
- 2015年3月12日 - 熊本県熊本市で開催された「くまモン誕生祭2015」に参加。ステージやパレードに参加。
- 2015年3月17日 - 毎日新聞佐賀版の「ピープル」のコーナーにて活躍を紹介された。
- 2015年3月28日 - サガン鳥栖の本拠地であるベストアメニティスタジアムで開催されたヤマザキナビスコカップ湘南ベルマーレ戦にて、サガン鳥栖応援キャラクターとして念願のピッチに立った[7]。
- 2015年4月1日 - エイプリルフールのこの日、ツイッターにて、活動拠点を東京都江東区の有明に活動拠点を移すという嘘をついた。
- 2015年4月5日 - モラージュ佐賀で開催されたイベントにて茨城の人気キャラクター「ねば～る君」と初共演。イベントMCの青木理奈とともにステージを盛り上げた[8]。
- 2015年4月12日 - 福岡市役所前広場で開催された「福岡フレンドシップフェスティバル2015」に青木理奈とともに参加。ガタリナショーを披露。
- 2015年5月4日 - 吉野ヶ里歴史公園で開催された「弥生が丘マルシェ」に青木理奈とともに参加。
- 2015年5月5日 - 京都府福知山市中ノ　広小路パーキングで開催された「ゴーヤ先生お誕生日会」に参加。
- 2015年5月6日 - 大阪市立旭区民センター大ホールで開催された「きゃライブ2 石田洋介とゆかいな仲間たち」に出演。
- 2015年5月16日〜5月31日 - 東京都江東区ギャラリーフォガットンドリームスで開催されたギャラリー「ご当地キャラクターの誘惑」に大崎一番太郎、カモ虎課長、みっけちゃんとともに作品を出品。24日、31日にはガタゴロウ本人も現地に登場。
- 2015年5月30日・31日 - 東京都墨田区で開催された「ご当地キャラクターフェスティバル in すみだ 2015」に青木理奈とともに参加。
- 2015年5月30日 - 東京都墨田区曳舟文化センターで開催された「石田洋介コンサート「アイタイ2」 in すみだ」に出演。
- 2015年6月6日・7日 - 福島県白河市で開催された「ご当地キャラこども夢フェスタ in しらかわ2015」に参加。7日には寺嶋由芙がアテンドを務めた。
- 2015年6月12日 - 福岡 DRUM Be-1で行われたヴィジュアル系ヘヴィメタルバンド「NoGoD」のライブにゲスト出演。
- 2015年6月14日 - サガン鳥栖オフィシャルバー「THE Sagan」にて「ガタゴロウ爆誕祭2015」を開催。ゲストにイーサキング、レオナルドくんを迎え、多くの来場者とガタゴロウの誕生日を祝った。
- 2015年7月11日 - 有明海北側の東よか干潟がラムサール条約湿地登録をされたことを記念して佐賀市が開催した「東よか干潟　ラムサール条約湿地登録記念イベント」に出演。
- 2015年8月2日 - TOKYO MXで放送された「みうらじゅん＆安齋肇のゆるキャラに負けない！」に青木理奈とともに出演。
- 2015年8月9日 - 日本テレビで放送された「ベツカク～別の角度で世の中を見るTV～」に出演。
- 2015年10月23日 - 寺嶋由芙のYouTube配信番組「ゆっふぃーのキャラさんぽ【ボンボンTV】（第1回）」に出演。
- 2015年9月8日 - CS放送 Sky-Aで放送された「すごいね！ご当地キャラ弁！（第24回）」に出演。
- 2015年11月1日 - よみうりテレビで放送された「地元のクチコミ情報が誘う仲よし2人の自由な旅」にて松尾貴史と水野美紀が佐賀県を旅する中でお二方と共演し、ワラスボや三重津海軍所跡などを紹介した。
- 2015年12月7日 - サガテレビの「かちかちPress」の「ウリコミ」のコーナーに出演。
- 2016年1月19日 - 佐賀新聞朝刊にて、愛知県で開催された総合ポップカルチャーイベント「ぽぷかる5」に参加した時の様子が一緒に参加した神風プロダクション、ピンキースカイとともに紹介された。
- 2016年1月28日 - NHK「スタジオパークからこんにちは」に出演した水野美紀さんへ似顔絵を描いてFAXをしたところ、番組内で紹介された。
- 2016年5月1日 - 全日本空輸（ANA）の機内番組「SKY EYE 〜 空からのメッセージ〜ガタゴロウとイカした仲間たち」佐賀編に出演。5月末まで放映。
- 2016年5月7日 - 佐賀市の「東よか干潟ラムサール条約湿地登録1周年記念イベント」に出演。
- 2016年5月27日 - 東京都江東区白河のGallery Forgotten Dreamsで開催されたアート展覧会「ご当地キャラクターの逆襲」に作品を出品。6月25日、26日には同所にてトークショー、ライブアートなどのイベントも開催。
- 2016年6月12日 - 佐賀市の白山商店街やエスプラッツ周辺で開催された「あじさい祭り」にて、有明ガタゴロウ・青木理奈プロデュースの「がたりな祭り」を開催。
- 2016年7月2日 - 埼玉県深谷市総合体育館で開催された「ふっかちゃんバースデイぱーちぃ」に参加。
- 2016年7月8日 - 新宿BLAZEで開催された寺嶋由芙のワンマンライブにゲスト出演。
- 2016年7月10日 - 熊本市のさくらんぼ保育園で開催された「くまレレ」に参加。益城町の避難所も訪問。
- 2016年7月16日 - 埼玉県志木市市民会館パルシティホールにて開催された「PUZZLEキャラクターコンサート」に出演。
- 2016年7月31日 - 道の駅鹿島で開催された「enjoy! 有明海・玄海 〜体験しよう2つの海〜 in鹿島」に出演。
- 2016年7月31日 - 佐賀市エコプラザにて開催された「ガタゴロウと学ぶ“干潟の野鳥と生き物たち”」にて自作の紙芝居「ワラスボくんがタイに恋をした」を披露。
- 2016年8月20日 - 佐賀市エコプラザにて開催されたエコプラザdeサマーDO! ミュージカル「佐賀の水ものがたり」に出演。

過去活動内容の詳細については、ガタゴロウ出没情報1、ガタゴロウ出没情報2を参照。

## エピソード
ガタゴロウ爆誕祭2015（2015年6月14日開催）でのエピソード
- 寺嶋由芙が来場しており、気づいたガタゴロウがステージで腰を抜かす場面があった。
- ガタゴロウが出演しているラジオ番組「saganBMX」のDJ スキップさんに初登場の頃はガタゴロウの声が今とは違っていたことなどを暴露された。同番組のガタゴロウ初登場は2012年6月頃とのこと。その後、声帯をいじめない話し方に変えたと言っている。※saganBMXネット配信にて過去の放送が確認できる
- 寺嶋由芙は、ガタゴロウとの出会いについて語り、ガタゴロウが2次元の頃にTwitter（フォロワーがまだ2桁だった）を見つけて以来、親交を深めており、たくさんの思い出を語ってくれた。※後日、寺嶋のブログにガタゴロウとのTwitterでの初見が2012年の1月29日だったことが記されている。
- 相方である青木理奈がガタゴロウへの手紙を読んだ際には、ガタゴロウが感動して涙を流す場面もあった。

## テーマソング
- ガタちゃん（作詞・作曲・編曲：蒼室寛幸　歌：寺嶋由芙）
- ガタゴロウR&R（作詞・作曲・歌：石田洋介）
- ガタリナ散歩のテーマ（作詞・作曲：ハル（ハルブレンド）　歌：青木理奈）

## CD
- ゆるくないうたコレクション2（石田洋介）徳間ジャパンコミュニケーションズ
  - ガタゴロウR&Rが収録されている
- いやはや ふぃ～りんぐ（寺嶋由芙 with ゆるっふぃ～ず）2015.11.11リリース

## メディア
ラジオ出演
- saganBMX（毎週月曜日20:00～21:00【えびすFM】）
- Fun!Fun!Weekend RADIO SWITCH（毎週土曜日15:00～16:00【FMからつ】）※現在は番組終了

テレビ出演
- 「かちかちワイド」（2014年2月21日【サガテレビ】）佐賀県ゆるキャラ100m走に出演[9]
- 「佐賀イズム「オレの相棒はガタゴロウ～佐賀県非公認キャラクターの挑戦」」（2014年6月1日【NHK総合（全国）】）
- 「ワラッチャオ！」（2015年1月11日【NHK BSプレミアム】）イーサキングとともになぞなぞ対決コーナーに出演
- 「かたらんね」（2015年3月11日【テレビ熊本】）くまモン誕生祭2015のPRで出演
- 「みうらじゅん＆安齋肇のゆるキャラに負けない！」（2015年8月2日【TOKYO MX】）に青木理奈とともに出演。
- 「ベツカク～別の角度で世の中を見るTV～」（2015年8月9日【日本テレビ】）ゆるキャラのベツカク－ゆるキャラの健康診断に出演。[10]
- 「すごいね！ご当地キャラ弁！（第24回）」（2015年9月8日【CS放送 Sky-A】）に出演。
- 「地元のクチコミ情報が誘う仲よし2人の自由な旅」（2015年11月1日【よみうりテレビ】）松尾貴史と水野美紀が佐賀県を旅する中に出演。
- 「かちかちPress」（2015年12月7日【サガテレビ】）の「ウリコミ」コーナーに出演。「いやはや ふぃ〜りんぐ」をPR。
- 「TVイブニング 5時」（2015年12月18日【山陽放送】）に岡山の池田動物園で開催される「アニクリ～ペッカリー＆アニマルキャラと過ごすクリスマス～」のPRでペッカリーなどとともに出演。
- 「かちかちプレス」（2016年5月16日【サガテレビ】）の「ウリコミ」コーナーにガタリナで出演。「新ワラスボグッズ」をPR。
- 「めんたいワイド日曜版」（2016年7月31日【福岡放送】）に出演。

雑誌
- 「週刊ダイヤモンド」（2014年12月27日号）「「2015総予想」の「ポストふなっしーは誰だ!? ご当地キャラでは九州に注目」」
- 「広報会議」（2015年4月号）「活動資金が少ない非公認キャラが生き残りを賭ける 「オンリーワン化」の戦略とは？」（野澤智行）
- 「広報会議」（2015年8月号）「アートによる自己表現でアイデンティティを明確化 ご当地キャラ4組がグループ展を開催」（野澤智行）
- 「JAFMate」（2016年4月号）「おくに自慢navi 平戸市／佐賀市」
- 「広報会議」（2016年9月号）

その他
- 全日本空輸（ANA）の機内番組「SKY EYE 〜 空からのメッセージ〜ガタゴロウとイカした仲間たち」佐賀編に出演。（2016年5月1日～5月30日放映）
- 佐賀新聞社発行の情報誌「Fit ECRU」300号の「佐賀にゆかりある人々にきく30のよかとこ」にインタビュー記事が掲載された。